# Манойлинское сельское поселение
Мано́йлинское се́льское поселе́ние — муниципальное образование в составе Клетского района Волгоградской области.
Административный центр — хутор Манойлин.

## История
Манойлинское сельское поселение образовано 14 февраля 2005 года в соответствии с Законом Волгоградской области № 1003-ОД.

## Население
| 2010  | 2012  | 2013  | 2014  | 2015  | 2016  | 2017  |
| ----- | ----- | ----- | ----- | ----- | ----- | ----- |
| 1089  | ↘1088 | ↘1080 | ↘1074 | ↗1082 | ↗1083 | ↘1077 |
| 2018  | 2019  | 2020  | 2021  |       |       |       |
| ↘1075 | ↘1051 | ↘1035 | ↘1016 |       |       |       |

## Состав сельского поселения
| № | Населённый пункт | Тип населённого пункта        | Население |
| - | ---------------- | ----------------------------- | --------- |
| 1 | Борисов          | хутор                         | 93        |
| 2 | Майоровский      | хутор                         | ↘82       |
| 3 | Манойлин         | хутор, административный центр | ↘799      |
| 4 | Терновой         | хутор                         | ↗115      |